# Nuremberg

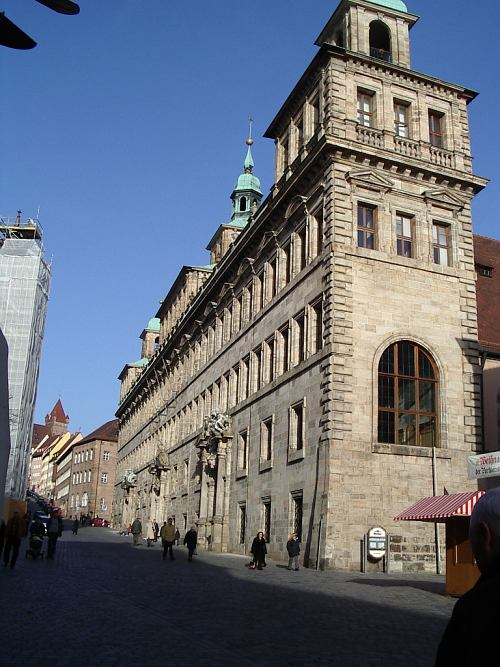
Vista de l'ajuntament de Nuremberg

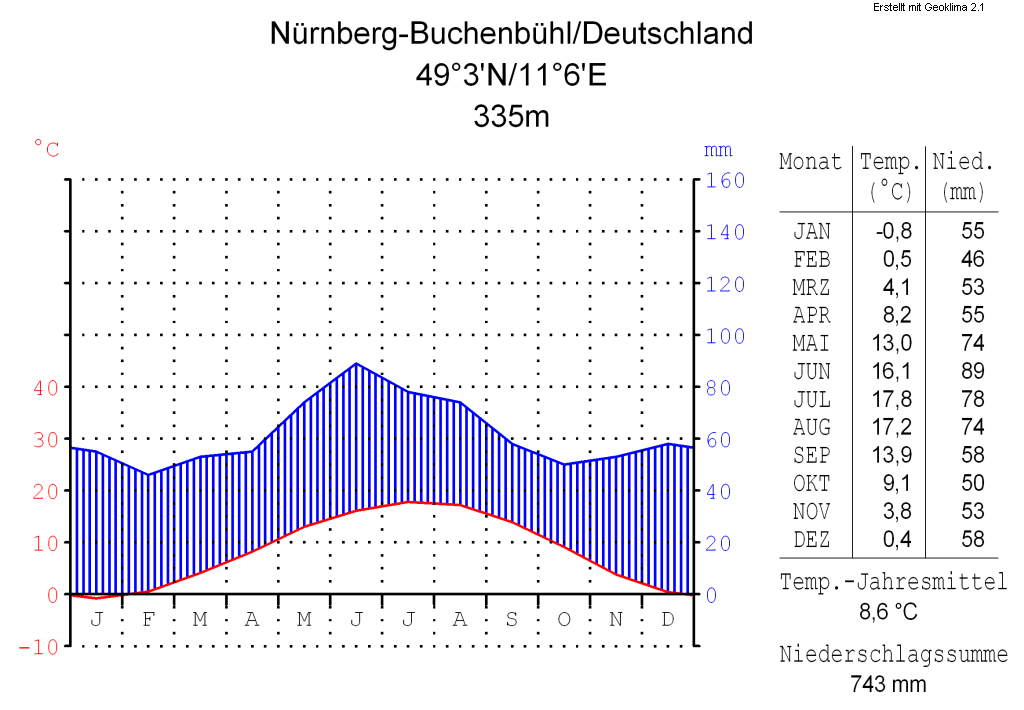
Climograma de Nuremberg

Nuremberg (en alemany: Nürnberg  ˈnʏʁmbɛʁkʰ (?·pàg.); en franc: Nämberch) és una ciutat al districte de la Francònia Mitjana, al land de Baviera. Té més de 500.000 habitants, i és la segona ciutat més gran del land, i la catorzena d'Alemanya. Nuremberg forma amb les ciutats veïnes de Fürth, Erlangen i Schwabach una conurbació contínua amb una població total de 800.376 habitants (2019), que és el cor de la regió de l'àrea urbana amb al voltant d'1,4 milions d'habitants, mentre que la regió metropolitana de Nuremberg té aproximadament 3,6 milions d'habitants. La ciutat es troba a uns 170 km al nord de Múnic. És la ciutat més gran de la zona dialectal de Franconia oriental (col·loquialment: «franconès»; alemany: Fränkisch). L'àrea metropolitana de Nuremberg, juntament amb les seves ciutats veïnes de Fürth, Erlangen i Schwabach, és el centre econòmic i cultural de la Regió d'Europa Metropolitana de Nuremberg i Francònia. El primer ferrocarril alemany es construí entre Nuremberg i Fürth.
Durant el Tercer Reich Nuremberg era l'escenari de mítings multitudinaris organitzats pel Partit Nazi. Aquest fou un dels motius pels quals, un cop acabada la Segona Guerra Mundial, els aliats decidissin de celebrar-hi els judicis als principals dirigents nazis.
És famosa per les seves salsitxes de Nuremberg i pel pa de gingebre.

## Geografia
La superfície de la ciutat és de 186,4 km² i està rodejada per boscs i camps de cultiu, que l'any 2012 ocupaven el 16 i el 22,2% del territori, respectivament.
Nuremberg limita amb les ciutats veïnes de Fürth, Zirndorf, Stein i Oberasbach. Al nord es troba la regió boscosa Fränkische Schweiz (que significa ‘Suïssa Franconesa’), així com la terra agrícola de Knoblauchsland.
El barri antic està dividit pel riu Pegnitz, que provoca que alguns carrers tinguin forma de canal, amb ponts i algunes petites costes. El riu naix a gairebé 80 quilòmetres de la ciutat.
L'altitud de Nuremberg varia entre els 284 metres a Kleingründlach i els 407 a Brunn. El castell imperial es troba a 352 m i l'estació de trens (Hauptbanhof) a 309 m.

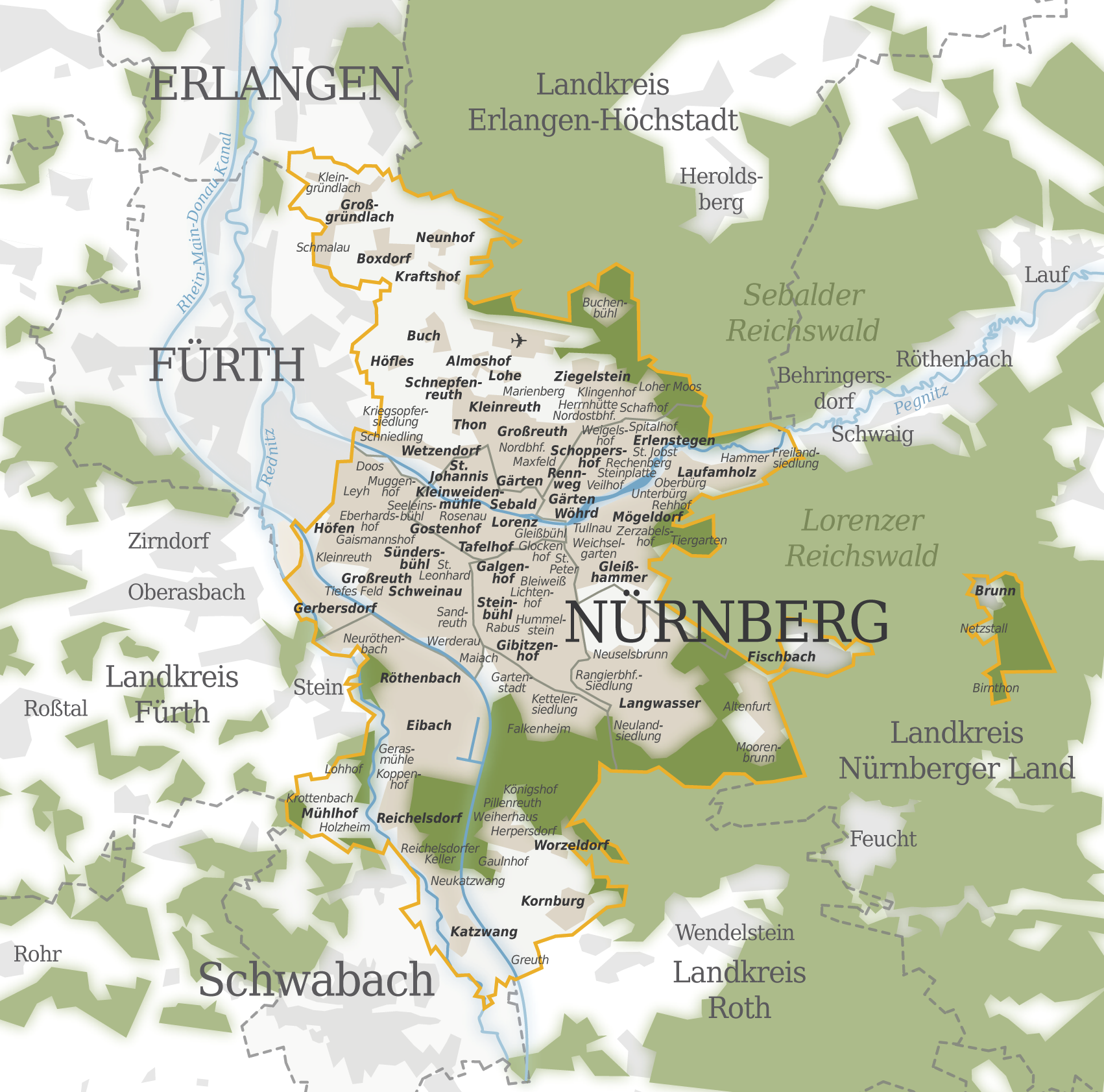
Mapa de Nuremberg

Nuremberg a Baviera

Actualment pertanyen a la ciutat diversos pobles antics, per exemple Grossgründlach, Kraftshof, Thon i Neunhof al nord-oest; Ziegelstein al nord-est, Altenfurt i Fischbach al sud-est; i Katzwang, Kornburg al sud. Langwasser és un suburbi modern.

### Clima
Nuremberg té un clima oceànic (Köppen Cfb) amb una certa influència continental humida (Dfb), categoritzat en aquest últim pel 0 isoterma °C. El clima de la ciutat està influenciat per la seva posició a l'interior i la seva altitud més alta. Els hiverns són canviants, amb un clima suau o fred: la temperatura mitjana és d'uns -3 °C a 4 °C, mentre que els estius són generalment càlids, al voltant dels 13 °C de nit als 25 °C a la tarda. Les precipitacions es reparteixen uniformement durant tot l'any, tot i que febrer i abril solen ser una mica més secs, mentre que el juliol sol tenir més pluges.
| Paràmetres climàtics mitjans de Nuremberg (~5km del centre de la citat), 1981–2010 normals, alçada: 314 m, extrems 1955-2013 | Paràmetres climàtics mitjans de Nuremberg (~5km del centre de la citat), 1981–2010 normals, alçada: 314 m, extrems 1955-2013 | Paràmetres climàtics mitjans de Nuremberg (~5km del centre de la citat), 1981–2010 normals, alçada: 314 m, extrems 1955-2013 | Paràmetres climàtics mitjans de Nuremberg (~5km del centre de la citat), 1981–2010 normals, alçada: 314 m, extrems 1955-2013 | Paràmetres climàtics mitjans de Nuremberg (~5km del centre de la citat), 1981–2010 normals, alçada: 314 m, extrems 1955-2013 | Paràmetres climàtics mitjans de Nuremberg (~5km del centre de la citat), 1981–2010 normals, alçada: 314 m, extrems 1955-2013 | Paràmetres climàtics mitjans de Nuremberg (~5km del centre de la citat), 1981–2010 normals, alçada: 314 m, extrems 1955-2013 | Paràmetres climàtics mitjans de Nuremberg (~5km del centre de la citat), 1981–2010 normals, alçada: 314 m, extrems 1955-2013 | Paràmetres climàtics mitjans de Nuremberg (~5km del centre de la citat), 1981–2010 normals, alçada: 314 m, extrems 1955-2013 | Paràmetres climàtics mitjans de Nuremberg (~5km del centre de la citat), 1981–2010 normals, alçada: 314 m, extrems 1955-2013 | Paràmetres climàtics mitjans de Nuremberg (~5km del centre de la citat), 1981–2010 normals, alçada: 314 m, extrems 1955-2013 | Paràmetres climàtics mitjans de Nuremberg (~5km del centre de la citat), 1981–2010 normals, alçada: 314 m, extrems 1955-2013 | Paràmetres climàtics mitjans de Nuremberg (~5km del centre de la citat), 1981–2010 normals, alçada: 314 m, extrems 1955-2013 | Paràmetres climàtics mitjans de Nuremberg (~5km del centre de la citat), 1981–2010 normals, alçada: 314 m, extrems 1955-2013 |
| Mes | Gen. | Feb. | Mar. | Abr. | Mai. | Jun. | Jul. | Ago. | Set. | Oct. | Nov. | Des. | Anual |
| --- | --- | --- | --- | --- | --- | --- | --- | --- | --- | --- | --- | --- | --- |
| Temperatura màxima registrada °C (°F)                                                                                        | 15,0 (59) | 19,3 (66,7) | 23,7 (74,7) | 31,0 (87,8) | 32,2 (90) | 35,1 (95,2) | 38,6 (101,5) | 37,6 (99,7) | 32,3 (90,1) | 27,7 (81,9) | 20,4 (68,7) | 15,1 (59,2) | 38,6 (101,5) |
| Temperatura mínima registrada °C (°F)                                                                                        | −25,4 (−13,7) | −30,2 (−22,4) | −18,3 (−0,9) | −9,2 (15,4) | −4,3 (24,3) | 0,0 (32) | 3,1 (37,6) | 0,6 (33,1) | −2,7 (27,1) | −7,3 (18,9) | −12,7 (9,1) | −23,0 (−9,4) | −30,2 (−22,4) |
| Temperatura diària màxima °C (°F)                                                                                            | 2,9 (37,2) | 4,6 (40,3) | 9,2 (48,6) | 14,4 (57,9) | 19,4 (66,9) | 21,8 (71,2) | 24,6 (76,3) | 24,2 (75,6) | 19,4 (66,9) | 13,9 (57) | 7,2 (45) | 3,5 (38,3) | 13,8 (56,8) |
| Temperatura diària mínima °C (°F)                                                                                            | −3,1 (26,4) | −2,9 (26,8) | 0,4 (32,7) | 3,3 (37,9) | 8,0 (46,4) | 11,1 (52) | 13,3 (55,9) | 12,8 (55) | 9,0 (48,2) | 5,2 (41,4) | 1,2 (34,2) | −1,7 (28,9) | 4,8 (40,6) |
| Precipitació total mm (polzades)                                                                                             | 41,7 (1,6) | 36,6 (1,4) | 47,0 (1,9) | 39,8 (1,6) | 60,8 (2,4) | 66,1 (2,6) | 80,4 (3,2) | 63,5 (2,5) | 49,6 (2) | 52,6 (2,1) | 47,4 (1,9) | 51,4 (2) | 636,8 (25,1) |
| Font: DWD | | | | | | | | | | | | | |

## Demografia
Nuremberg ha estat una destinació per als immigrants. El 39,5% dels residents tenia antecedents immigrants l'any 2010 (segons MigraPro).
| Classificació | Nacionalitat         | Població (31.12.2019) |
| ------------- | -------------------- | --------------------- |
| 1             | Turquia              | 17.408                |
| 2             | Romania              | 14.903                |
| 3             | Grècia               | 12.145                |
| 4             | Itàlia               | 7.232                 |
| 5             | Polònia              | 6.670                 |
| 6             | Croàcia              | 5.893                 |
| 7             | Bulgària             | 5.801                 |
| 8             | Iraq                 | 4.745                 |
| 9             | Síria                | 4.710                 |
| 10            | Ucraïna              | 4.201                 |
| 11            | Rússia               | 3.617                 |
| 12            | Bòsnia i Hercegovina | 3.137                 |
| 13            | Sèrbia               | 3.027                 |
| 14            | Kosovo               | 2.456                 |
| 15            | Hongria              | 2.142                 |

## Història

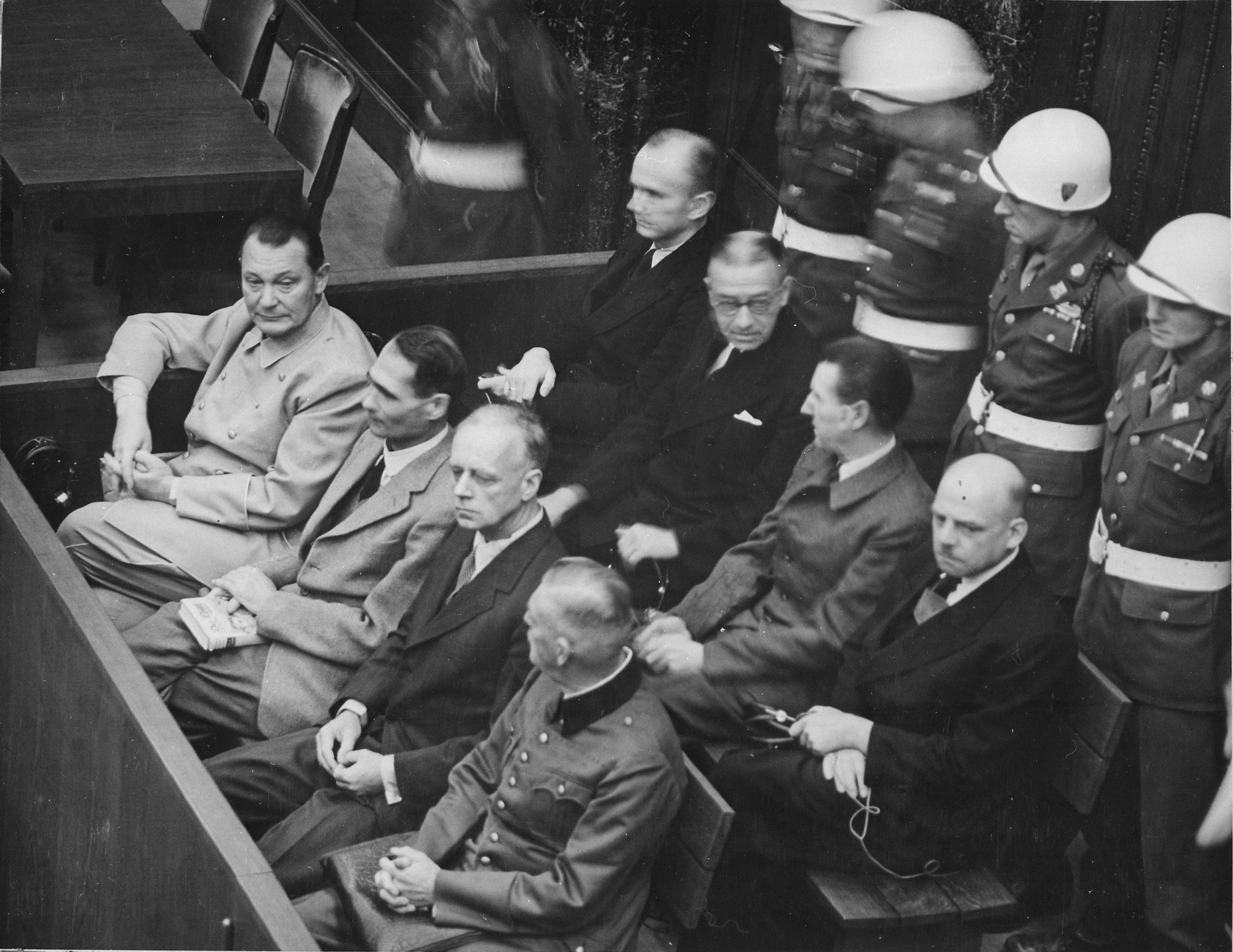
Acusats durant un dels Judicis de Nuremberg.

La primera menció de la ciutat es remunta a l'any 1050, en un document de l'emperador Enric III com la ubicació d'un castell Imperial entre els francs orientals i la marca bavaresa del Nordgau. Del 1050 al 1571 la ciutat es va expandir i va augmentar dràsticament en importància a causa de la seva ubicació a les principals rutes comercials. El rei Conrad III (regnant com a Rei dels Romans del 1138 al 1152) va establir el burgraviat de Nuremberg, amb els primers burgravis procedents de la casa austríaca de Raab. Amb l'extinció de la seva línia masculina cap a l'any 1190, el gendre de l'últim comte de Raabs, Frederic I de la Dinastia dels Hohenzollern, va heretar la burgraviat el 1192.
Des de finals del segle XII fins a l'Interregne (1254–1573), però, el poder dels burgraves va disminuir a mesura que els emperadors Hohenstaufen van transferir la majoria de poders no militars a un castellà, amb l'administració de la ciutat i les corts municipals lliurades a un alcalde Imperial.(alemany: Reichsschultheiß) de 1173/74. Les tenses relacions entre els burgraves i els castellans, amb una progressiva transferència de poders a aquests darrers a finals del segle xiv i principis del XV, finalment van esclatar en una enemistat oberta, que va influir molt en la història de la ciutat.

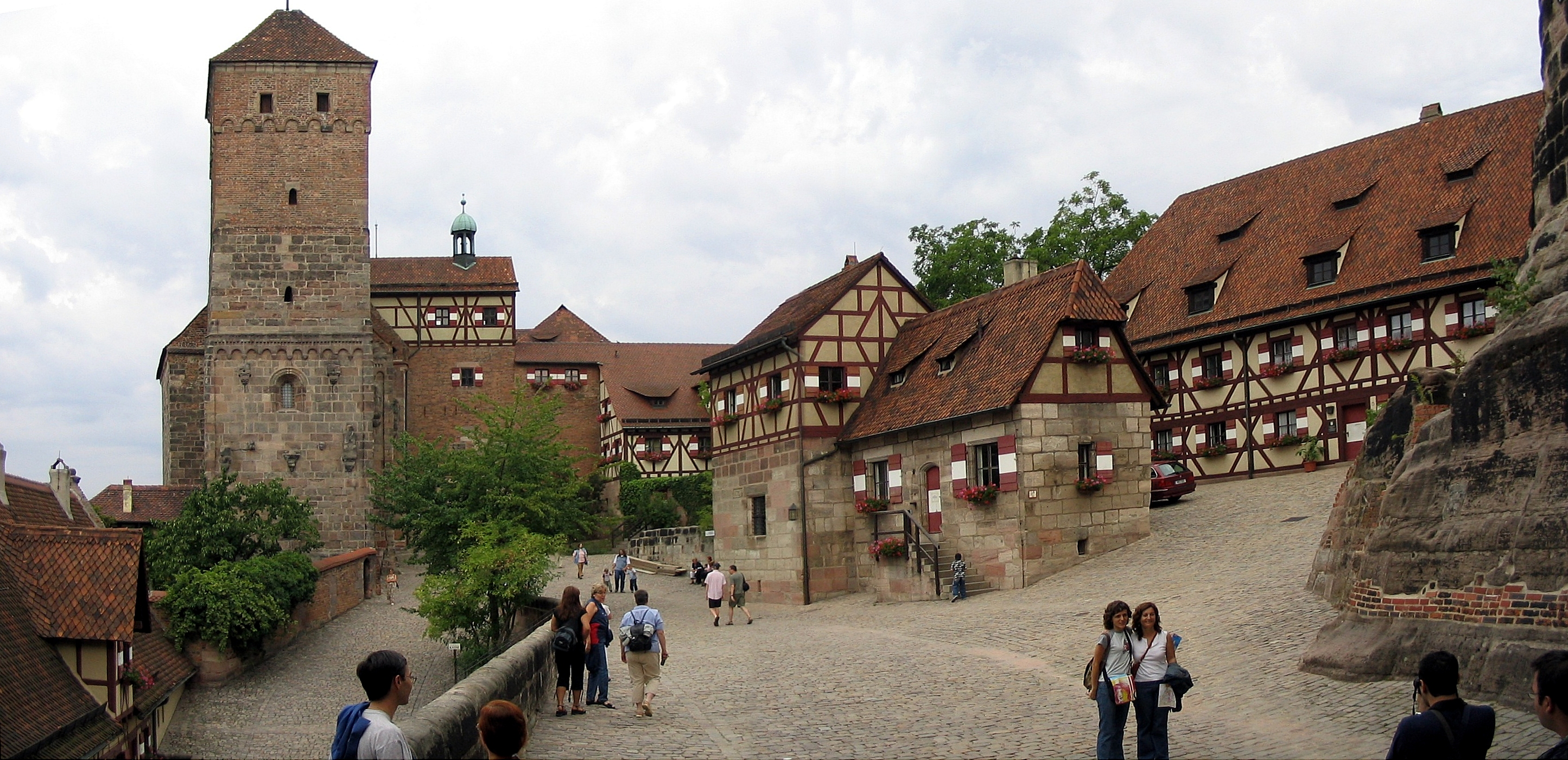
El Castell Imperial

El 1219 Frederic II li concedeix el privilegi de "ciutat lliure", amb institucions autònomes d'autogovern. Gràcies als intercanvis comercials, Nuremberg cresqué durant els segles XV i XVI.
La ciutat i particularment el castell de Nuremberg esdevindria un dels llocs més freqüents de la Dieta Imperial (després de Ratisbona i Frankfurt), les Dietes de Nuremberg de 1211 a 1543, després que la primera dieta de Nuremberg elegís Frederic II com a emperador. A causa de les nombroses Dietes de Nuremberg, la ciutat es va convertir en un important lloc rutinari de l'administració de l'Imperi durant aquest temps i una mica " capital no oficial" de l'Imperi. El 1219 l'emperador Frederic II va concedir el Großen Freiheitsbrief ("Gran carta de llibertat"), inclosos els drets de la ciutat, la immediatesa Imperial (Reichsfreiheit), el privilegi d'encunyar monedes i una política duanera independent, que elimina gairebé completament la ciutat del domini dels burgraves. Nuremberg esdevingué aviat, amb Augsburg, un dels dos grans centres comercials de la ruta d'Itàlia al nord d'Europa.
El 1298 els jueus de la ciutat van ser acusats falsament d'haver profanat l'hoste, i 698 d'ells van ser assassinats en una de les moltes massacres de Rintfleisch. Darrere de la massacre de 1298 també hi havia el desig de combinar les parts del nord i el sud de la ciutat, que van ser dividides pels Pegnitz. Els jueus de les terres alemanyes van patir moltes massacres durant la pandèmia de pesta Negra de mitjan segle XIV.
El 1349 els jueus de Nuremberg van patir un pogrom. Van ser cremats a la foguera o expulsats, i es va construir un mercat sobre l'antic barri jueu. La pesta va tornar a la ciutat els anys 1405, 1435, 1437, 1482, 1494, 1520 i 1534.

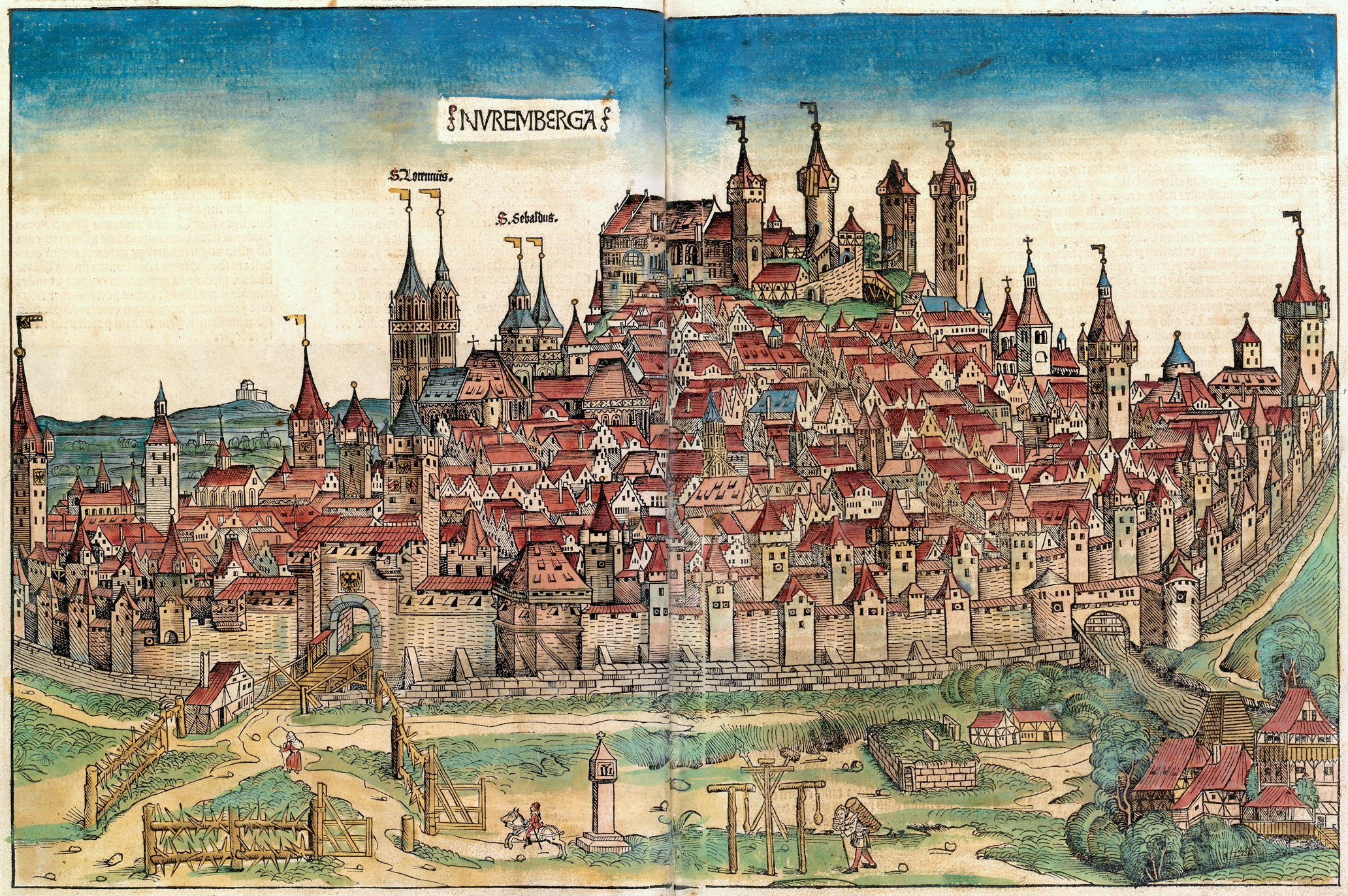
Nuremberg el 1493 (de la Crònica de Nuremberg).

El creixement més gran de Nuremberg es va produir al segle XIV. La Butlla d'or de 1356 de Carles IV, anomenant Nuremberg com la ciutat on els reis recentment elegits d'Alemanya va convertir Nuremberg en una de les tres ciutats més importants de l'Imperi.
Carles va ser el patró de la Frauenkirche, construïda entre 1352 i 1362 (l'arquitecte va ser probablement Peter Parler), on la cort Imperial venerava durant les seves estades a Nuremberg. La connexió reial i Imperial es va fer més forta l'any 1423 quan l'emperador Segimon I del Sacre Imperi Romanogermànic va concedir que les insignes Imperials es mantinguessin permanentment a Nuremberg, on van romandre fins al 1796, quan l'avanç de les tropes franceses va requerir el seu trasllat a Ratisbona i des d'allí a Viena.
El 1349 els membres dels gremis es van rebel·lar sense èxit contra els patricis en un Handwerkeraufstand. ('Aixecament dels artesans'), ramb el suport dels comerciants i alguns dels regidors, que va provocar la prohibició de qualsevol autoorganització dels artesans de la ciutat, abolint els gremis que eren habituals a altres llocs d'Europa; aleshores es van dissoldre els sindicats i els oligarques van romandre al poder mentre Nuremberg era una ciutat lliure (fins a principis del segle XIX). Carles IV va conferir a la ciutat el dret de concloure aliances de manera independent, col·locant-la així políticament en peu d'igualtat amb els prínceps de l'Imperi. Es van produir freqüents baralles amb els burgraves, sense, però, infligir danys duradors a la ciutat. Després que l'incendi destruís el castell l'any 1420 durant un enfrontament entre Frederic IV (a partir de 1417, margravi de Brandenburg) i el duc de Baviera-Ingolstadt, la ciutat va comprar les ruïnes i el bosc que pertanyia al castell (1427), donant lloc a la sobirania total de la ciutat. dins les seves fronteres.
Amb aquestes i altres adquisicions la ciutat va acumular un territori considerable. Les guerres hussites (1419–1434), una repetició de la pesta negra el 1437, i la primera Guerra dels margravis (1449–1450) van provocar una forta caiguda de la població a mitjans del segle XV. Fer-se del costat d'Albert IV, duc de Baviera-Múnic, a la Guerra de Successió de Landshut de 1503-1505 va portar a la ciutat a guanyar un territori substancial, fins a 64 km 2, la qual cosa la converteix en una de les ciutats Imperials més grans.
Durant l'Edat Mitjana, Nuremberg va fomentar una cultura literària rica, variada i influent.

### Primera edat moderna

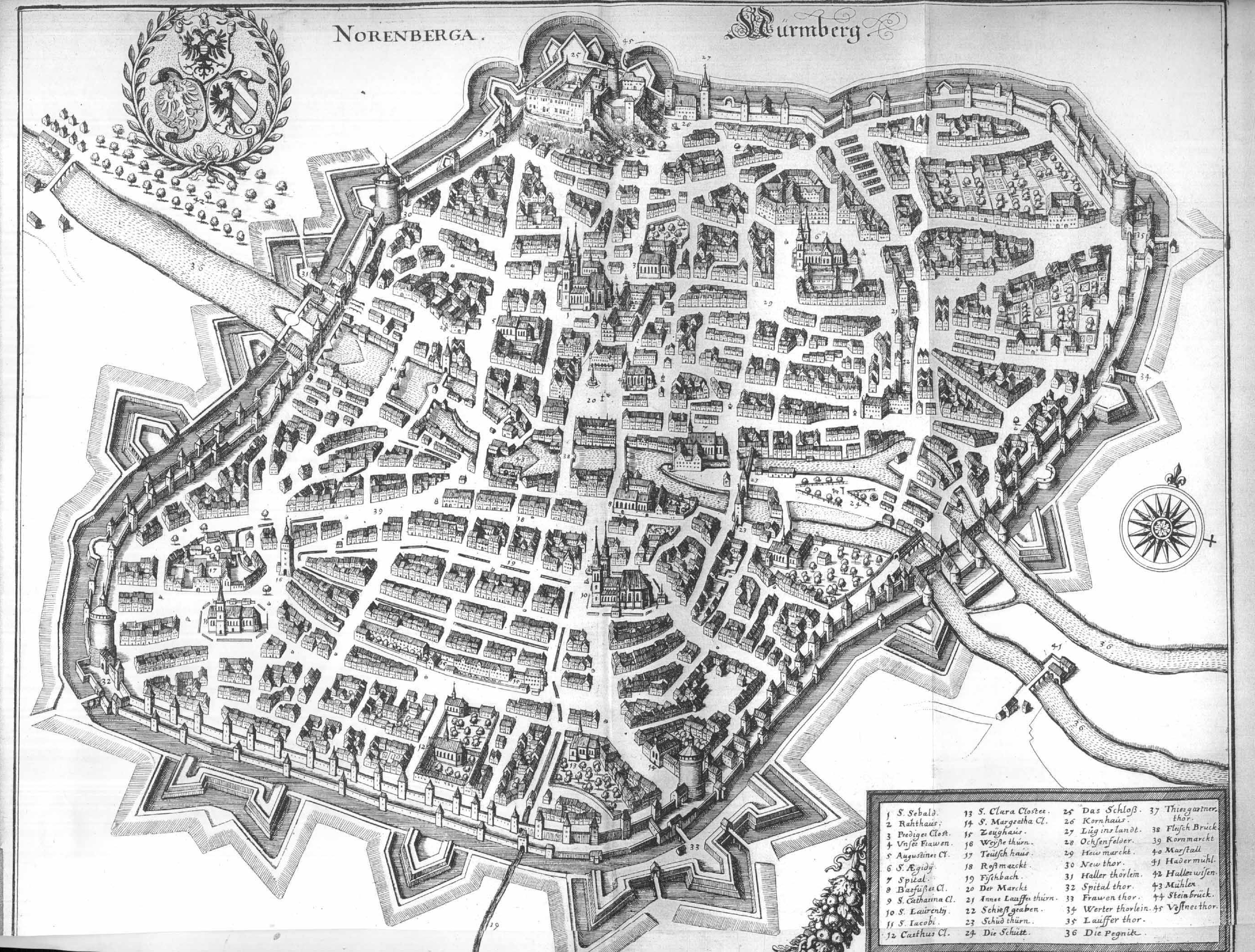
Mapa de Nuremberg, 1648

El descobriment del Nou Món i l'exclusió de la ciutat des de les noves rutes comercials seguides per la Guerra dels Trenta Anys causaren un lent declivi, només interromput el segle xix amb el naixement i el creixement de la indústria del joguet.
La florida cultural de Nuremberg als segles XV i XVI la va convertir en el centre del Renaixement alemany. El 1525 Nuremberg va acceptar la Reforma Protestant i el 1532 es va signar la Pau Religiosa de Nuremberg, evitant la guerra entre luterans i catòlics durant 15 anys contra Carles V, Nuremberg va intentar ser neutral, però el margravi Albert Alcibíades, un dels líders de la revolta, va atacar la ciutat sense declarar la guerra i va dictar una pau desfavorable. A la Pau d'Augsburg de 1555, les possessions dels protestants van ser confirmades per l'emperador, els seus privilegis religiosos ampliats i la seva independència del bisbe de Bamberg afirmada, mentre que la dècada de 1520 també es va aprovar la secularització dels monestirs. Famílies com els Tucher, Imhoff o Haller dirigeixen negocis comercials per tot Europa, semblants a les famílies Fugger i Welser d'Augsburg, encara que a una escala una mica més petita.

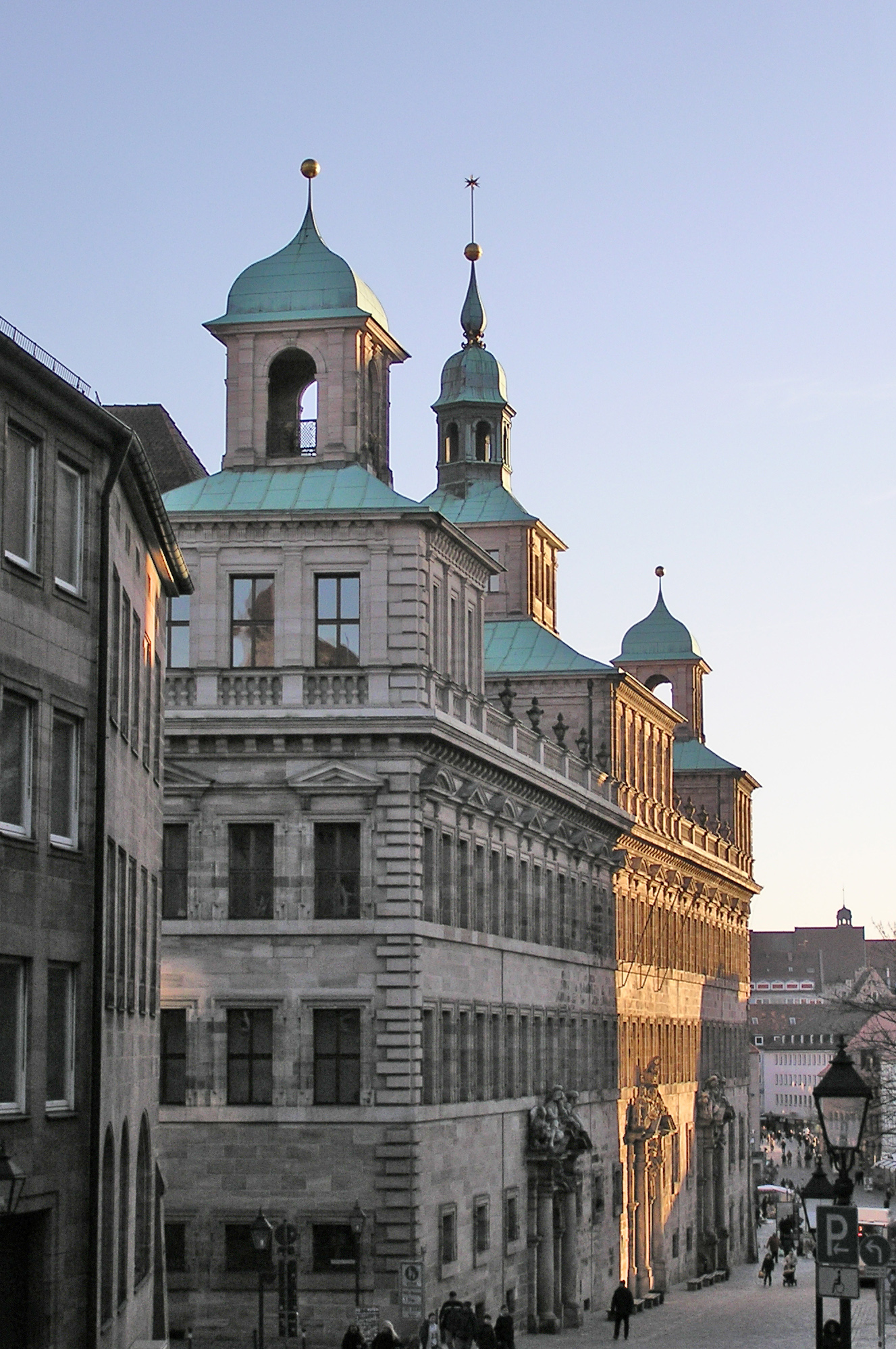
Wolffscher Bau de l'antic ajuntament

L'estat de coses a principis del segle xvi, l'augment de les rutes comercials a altres llocs i l'ossificació de la jerarquia social i les estructures legals van contribuir al declivi del comerç. Durant la Guerra dels Trenta Anys, l'acantonament freqüent de soldats Imperials, suecs i de la Lliga, els costos financers de la guerra i el cessament del comerç van causar danys irreparables a la ciutat i gairebé la meitat de la població. El 1632, la ciutat, ocupada per les forces de Gustau Adolf de Suècia, va ser assetjada per l'exèrcit del general Imperial Albrecht von Wallenstein.
Després de la Guerra dels Trenta Anys, Nuremberg va intentar mantenir-se al marge dels afers exteriors, però es van demanar contribucions per a la Guerra de Successió Austríaca i la Guerra dels Set Anys i les restriccions a les importacions i exportacions van privar la ciutat de molts mercats per a les seves manufactures. L'elector bavarès, Carles Teodor, es va apropiar d'una part de les terres obtingudes per la ciutat durant la Guerra de Successió de Landshut, a la qual Baviera havia mantingut la seva pretensió; Prússia també va reclamar part del territori. Adonant-se de la seva debilitat, la ciutat va demanar ser incorporada a Prússia però Frederic Guillem II es va negar, per por d'ofendre Àustria, Rússia i França. A la dieta Imperial de 1803 es va afirmar la independència de Nuremberg, però amb la signatura de la Confederació del Rin el 12 de juliol de 1806 es va acordar lliurar la ciutat a Baviera a partir del 8 de setembre, amb Baviera garantint l'amortització de la ciutat 12,5 deute públic de milions de florins.

### Després de les guerres napoleòniques

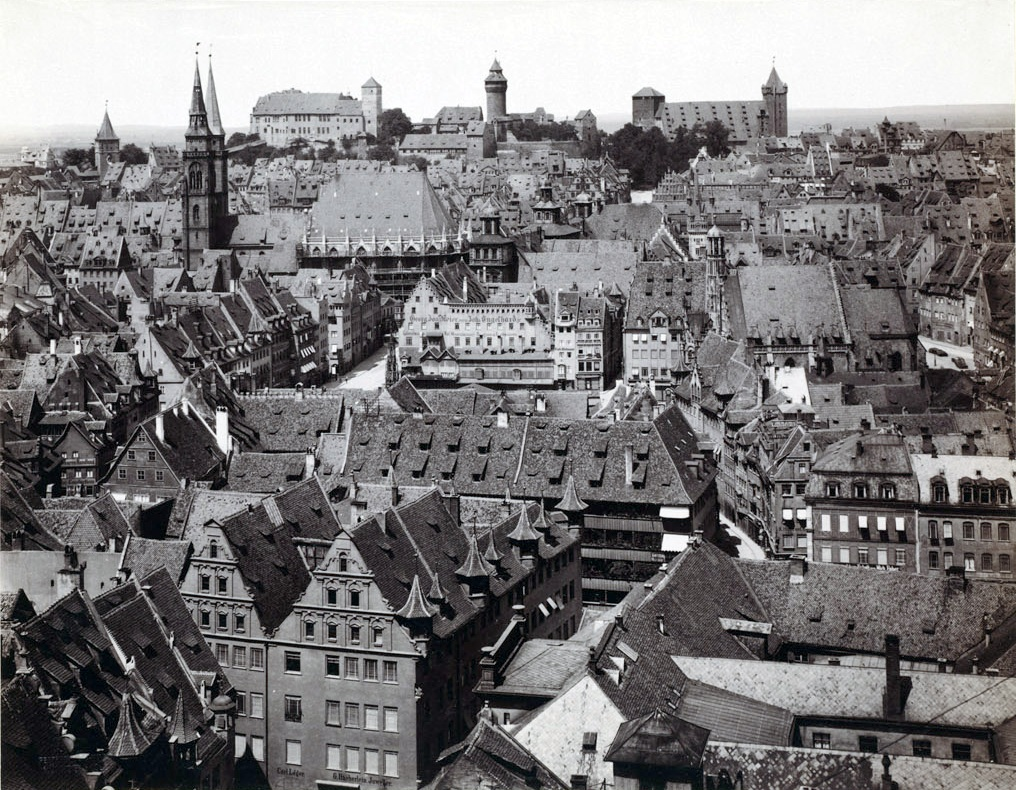
Ciutat antiga de Nuremberg al segle XIX

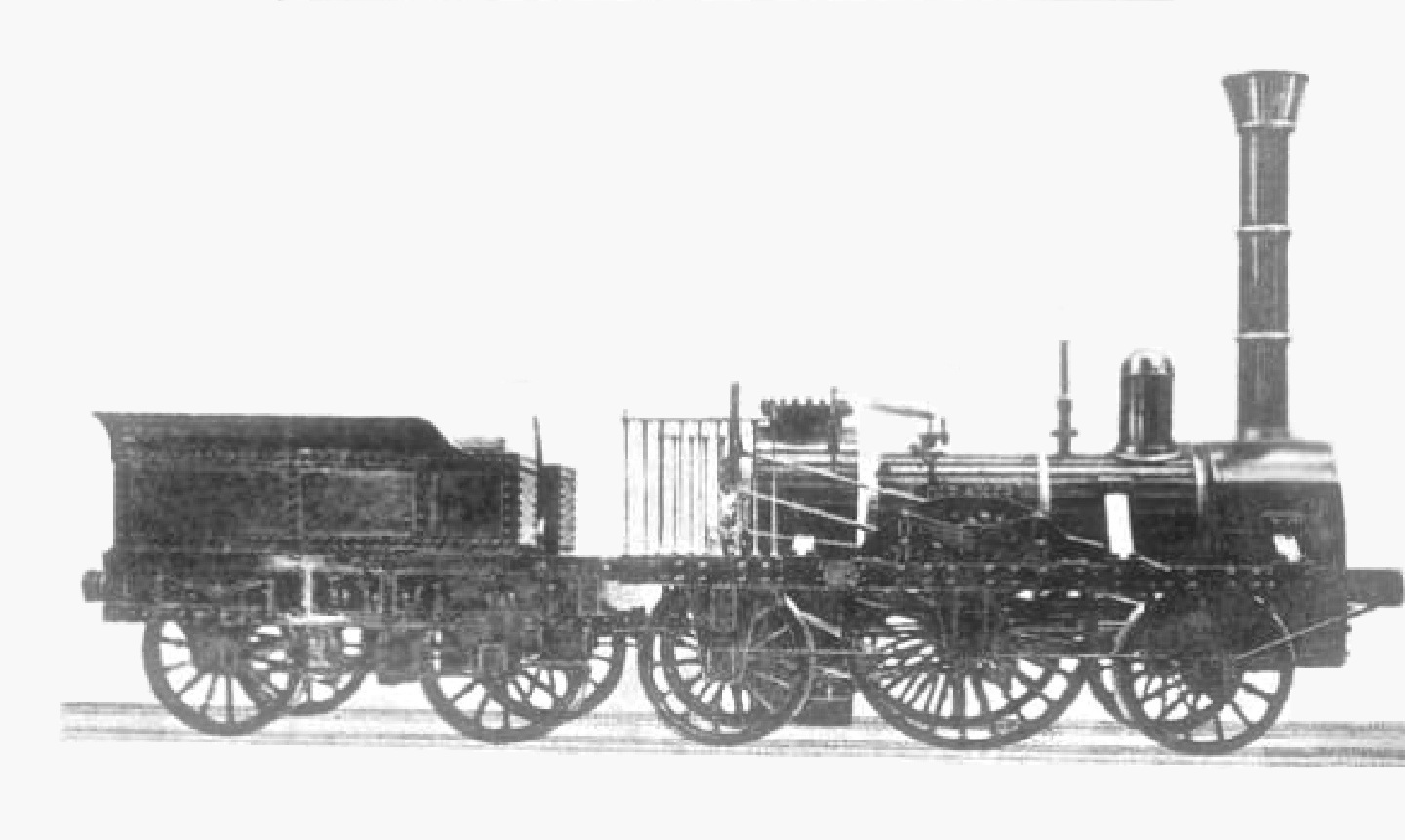
L’Adler, de construcció britànica va ser la locomotora del primer ferrocarril alemany entre Nuremberg i Fürth.

Després de la caiguda de Napoleó, el comerç i el comerç de la ciutat van revifar; l'habilitat dels seus habitants, juntament amb la seva situació favorable, aviat van fer pròspera la ciutat, sobretot després que el seu deute públic s'hagués reconegut com a part del deute nacional de Baviera. Havent estat incorporada a un país catòlic, la ciutat es va veure obligada a abstenir-se de més discriminacions contra els catòlics, que havien estat exclosos dels drets de ciutadania. Els serveis catòlics havien estat celebrats a la ciutat pels sacerdots de l'Orde Teutònic, sovint amb grans dificultats. Després que les seves possessions havien estat confiscades pel govern de Baviera el 1806, se'ls va donar la Frauenkirche al mercat el 1809; el 1810 es va establir la primera parròquia catòlica, que el 1818 comptava amb 1.010 ànimes.
El 1817, la ciutat va ser incorporada al districte de Rezatkreis (anomenat així pel riu Franconian Rezat), que va ser rebatejat com a Mittelfranken l'1 de gener de 1838. El primer ferrocarril alemany, el Ludwigsbahn de Baviera, des de Nuremberg fins a la propera Fürth, es va inaugurar el 1835. L'establiment de ferrocarrils i la incorporació de Baviera a Zollverein (la Unió Duanera alemanya del segle XIX), el comerç i la indústria van obrir el camí a una major prosperitat. L'any 1852 hi havia 53.638 habitants: 46.441 protestants i 6.616 catòlics. Posteriorment va créixer fins a convertir-se en la ciutat industrial més important del sud d'Alemanya, una de les ciutats més pròsperes del sud d'Alemanya, però després de la guerra austro-prussiana va ser cedida a Prússia com a part de les seves estacions de telègraf que van haver de renunciar.
El 1905, la seva població, incloent diversos suburbis incorporats, era de 291.351: 86.943 catòlics, 196.913 protestants, 3.738 jueus i 3.766 membres d'altres credos.

### Era nazi

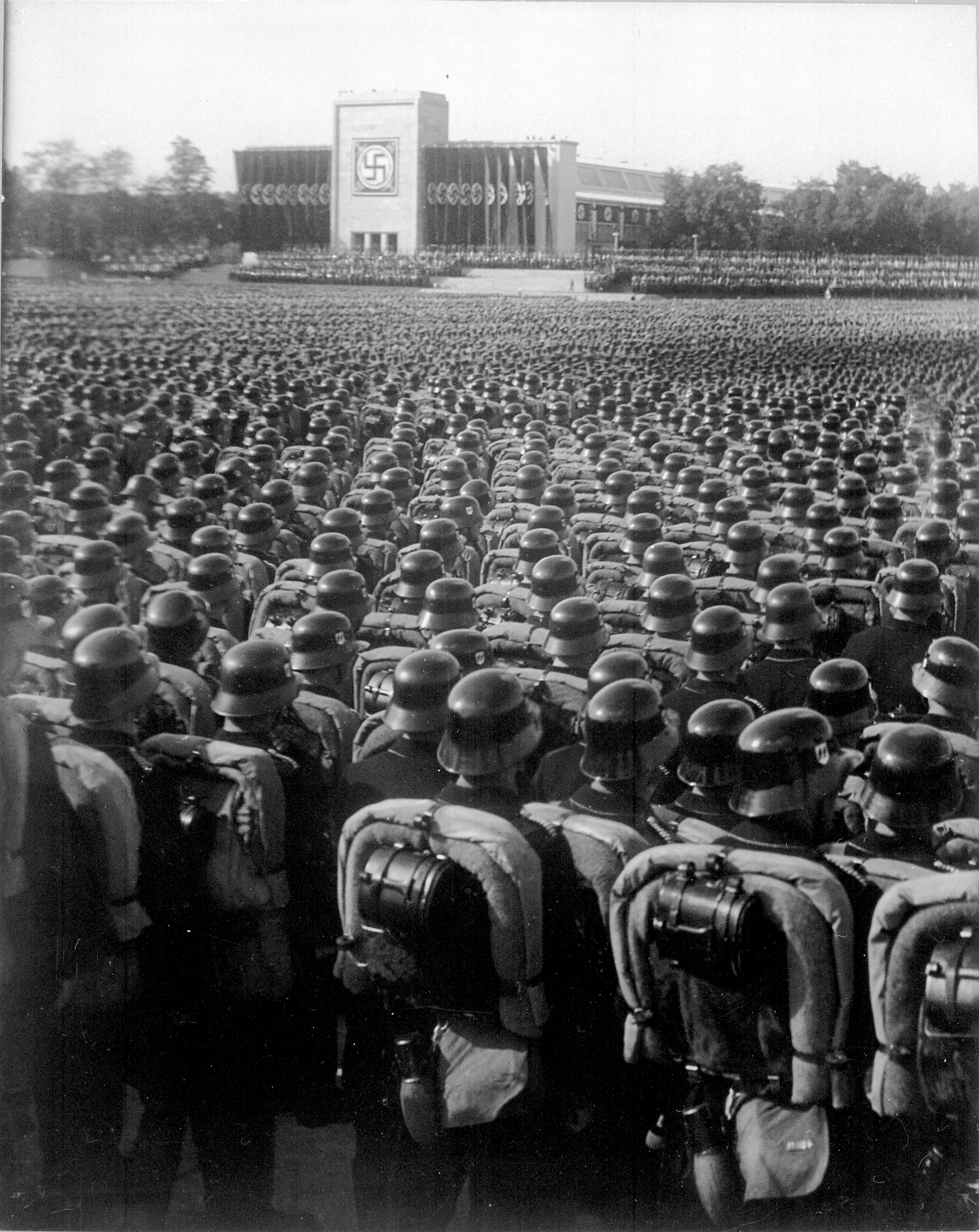
Manifestació de Nuremberg, 1935

En la història contemporània, Nuremberg ha tingut un paper important, sobretot pel que fa al nazisme. Hi prenien lloc les reunions de propaganda de Hitler, en l'anomenat "Zeppelinfeld" i també s'hi promulgaren les lleis racistes de 1935.
Durant la Segona Guerra Mundial, Nuremberg va ser la seu del Wehrkreis (districte militar) XIII, i un lloc important per a la producció militar, incloent avions, submarins i motors de tancs. Aquí es va localitzar un subcamp del Camp de concentració de Flossenbürg i va utilitzar àmpliament el treball esclau.
Nuremberg va ser una ciutat fortament fortificada que va ser capturada en una ferotge batalla que va durar del 17 al 21 d'abril de 1945 per la 3a Divisió d'Infanteria, la 42a Divisió d'Infanteria i la 45a Divisió d'Infanteria dels Estats Units, que van lluitar casa per casa i carrer per carrer contra la resistència alemanya, causant més devastació urbana als edificis ja bombardejats. Malgrat aquest intens grau de destrucció, la ciutat va ser reconstruïda després de la guerra i, fins a cert punt, va ser restaurada al seu aspecte d'abans de la guerra, inclosa la reconstrucció d'alguns dels seus edificis medievals. Gran part d'aquest treball de reconstrucció i conservació va ser realitzat per l'organització 'Old Town Friends Nuremberg'. No obstant això, més de la meitat de l'aspecte històric del centre, i especialment la meitat nord-est de l'antiga Ciutat Imperial lliure no va ser restaurada.

### Judicis de Nuremberg

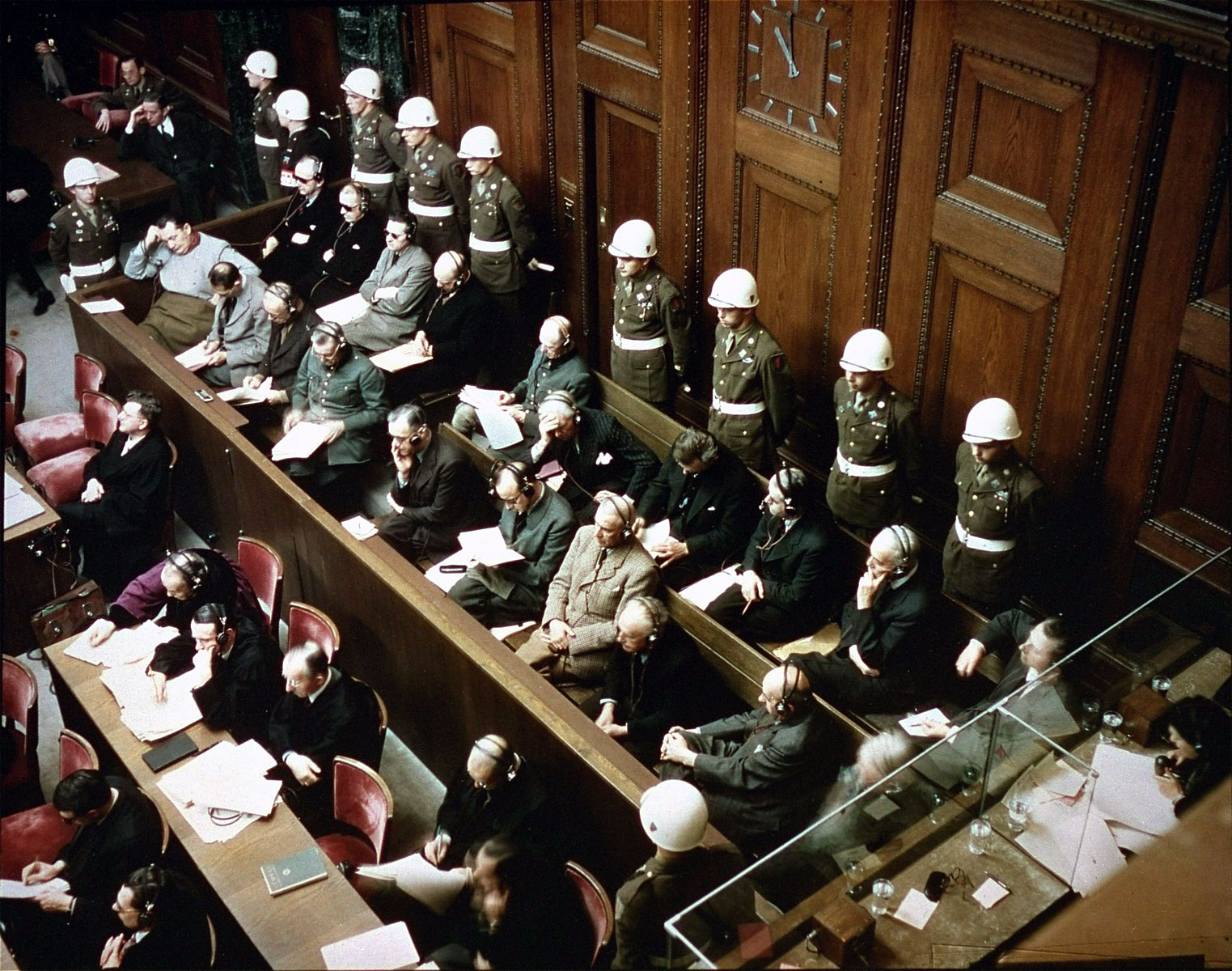
Acusats al banc dels acusats dels judicis de Nuremberg

Després de la GM II, entre 1945 i 1949 s'hi jutjaren els dirigents nazis.

## Turisme
Nuremberg és la segona ciutat més gran de Baviera després de Múnic, i una destinació turística popular tant per als estrangers com per als alemanys. Va ser una ciutat líder fa 500 anys, però el 90% de la ciutat va ser destruïda el 1945 durant la guerra. Després de la Segona Guerra Mundial, moltes zones d'estil medieval de la ciutat van ser reconstruïdes.

### Atraccions
Més enllà dels seus principals atractius del castell Imperial, l'església de Sant Lorenzo i el recinte nazi, hi ha 54 museus diferents d'art i cultura, història, ciència i tecnologia, família i nens on els visitants poden veure el globus terraqüi més antic del món (construït el 1492), una Madonna de 500 anys d'antiguitat i art alemany de l'època renaixentista. Hi ha diversos tipus de visites que s'ofereixen a la ciutat, com ara visites històriques, aquelles centrades en els nazis, visites subterrànies i nocturnes, visites a peu, autobusos turístics, visites autoguiades i una visita al casc antic en un mini tren. Nuremberg també ofereix diversos parcs i zones verdes, així com activitats a l'interior com ara bitlles, escalada a parets de roca, sales d'escape, carreres de carros i minigolf, teatres i cinemes, piscines i balnearis termals. També hi ha sis parcs d'atraccions propers. El consell de turisme de la ciutat ven la targeta de Nuremberg que permet l'ús gratuït del transport públic i l'entrada gratuïta a tots els museus i atraccions de Nuremberg durant un període de dos dies.

### Turisme gastronòmic
Nuremberg també és una destinació per als amants de la gastronomia. Els turistes culinaris poden degustar el famós nürnberger Lebkuchen de la ciutat, el pa de pessic, la cervesa local i la Nürnberger Rostbratwürstchen, o les salsitxes de Nuremberg. Hi ha centenars de restaurants per a tots els gustos, inclosos els tradicionals de Franconia i les cerveseries al jardí. També ofereix 17 restaurants vegans i vegetarians, set restaurants totalment ecològics.
Nuremberg també compta amb un restaurant amb dues estrelles Michelin, Essigbrätlein.

### Zones de vianants
Com moltes ciutats europees, Nuremberg ofereix una zona només per a vianants que cobreix una gran part del nucli antic, que és una destinació principal per a compres i comerços especialitzats, incloses botigues nadalenques durant tot l'any on els turistes i els locals poden comprar adorns nadalencs, regals, decoracions i complements als seus pobles de Nadal de joguina. El Pati dels Artesans, o Handwerkerhof, és una altra destinació turística de compres a l'estil d'un poble medieval. Alberga diverses empreses locals de gestió familiar que venen articles artesanals de vidre, fusta, cuir, ceràmica i metalls preciosos. El Handwerkerhof també acull restaurants tradicionals alemanys i cerveseries al jardí.
Les zones de vianants de Nuremberg acullen festivals i mercats durant tot l'any, el més conegut és Christkindlesmarkt, el mercat de Nadal més gran d'Alemanya i la capital del pa de pessic del món. Els visitants del mercat de Nadal poden fer una ullada als centenars de parades i comprar artesania local de fusta, trencanous, fumadors i poda, mentre degusten dolços nadalencs i Glühwein tradicional.

### Hospitalitat
El 2017, Nuremberg va veure un total de 3,3 milions de pernoctacions, un rècord per a la localitat. Hi ha més de 175 llocs d'allotjament registrats a Nuremberg, que van des d'albergs fins a hotels de luxe, Bed and breakfast i propietats de centenars d'habitacions. El 19 d'abril de 2019, Nuremberg tenia 306 fitxes d'Airbnb.

## Cultura

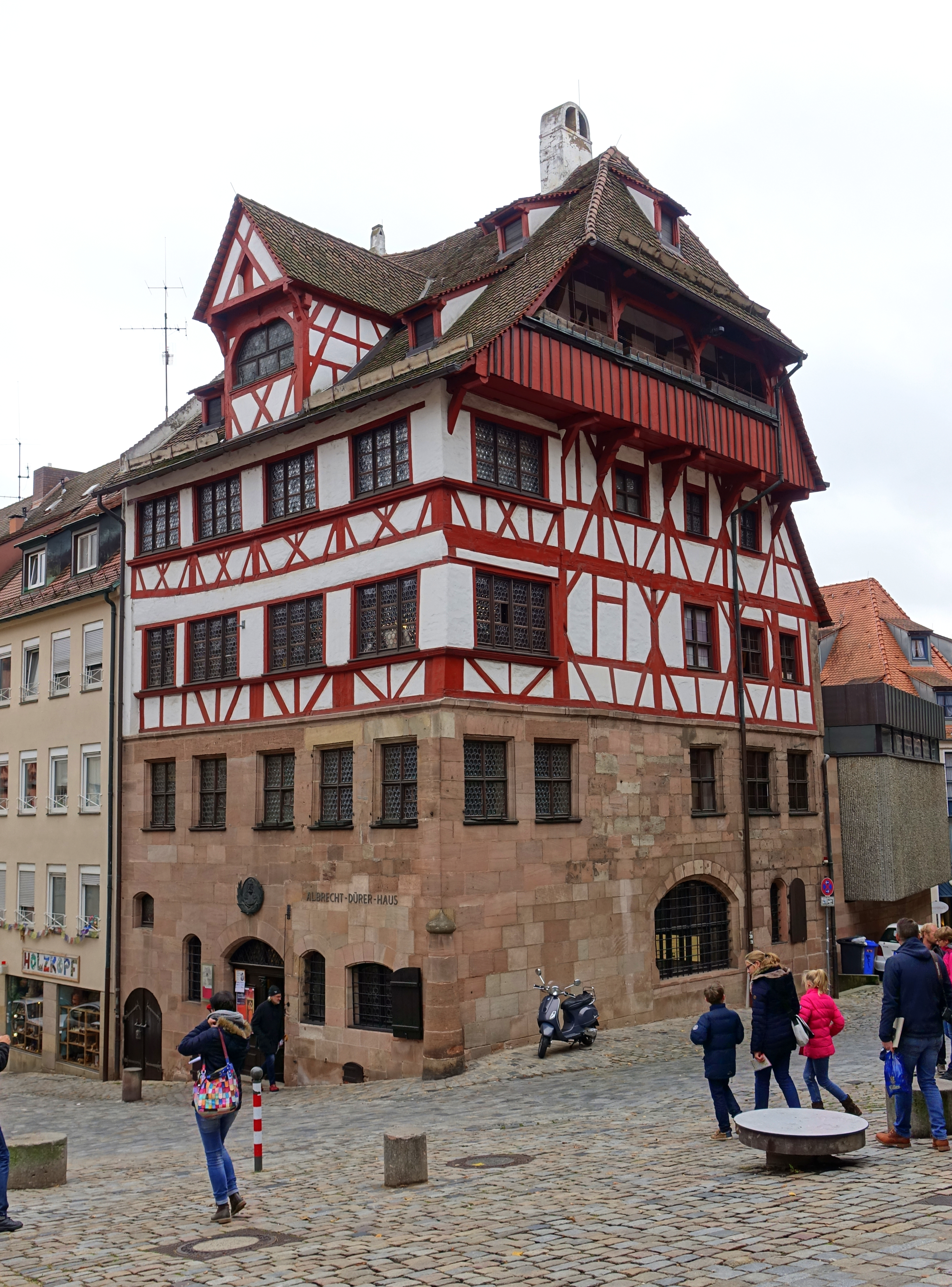
Casa d'Albrecht Dürer

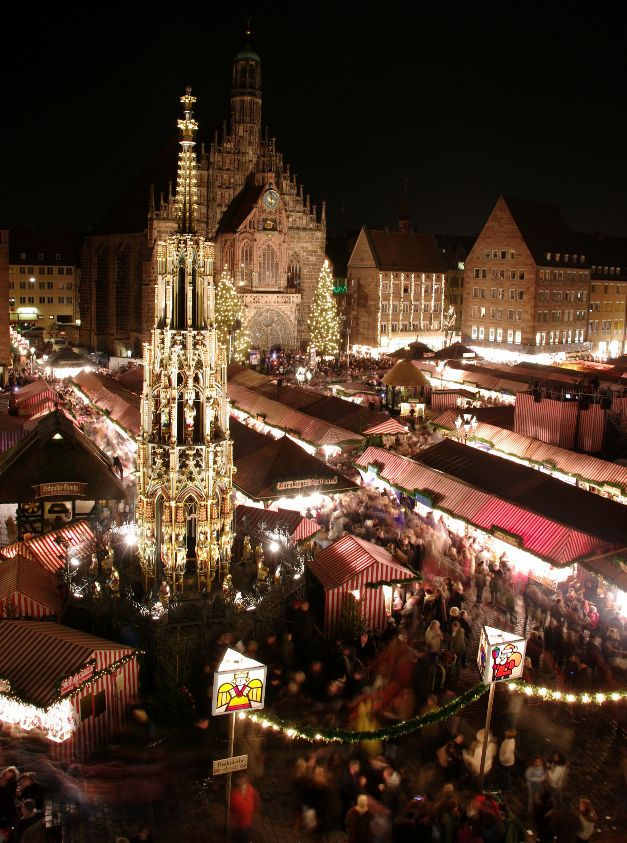
Christkindlesmarkt i Schöner Brunnen

Nuremberg va ser un dels primers centres de l'humanisme, la ciència, la impremta i la invenció mecànica. La ciutat va contribuir molt a la ciència de l'astronomia. El 1471 Johannes Mueller de Königsberg (Baviera), més tard anomenat Regiomontanus, va construir un observatori astronòmic a Nuremberg i va publicar moltes cartes astronòmics importants.
El 1515, Albrecht Dürer, natural de Nuremberg, va crear xilografies dels primers mapes de les estrelles dels hemisferis nord i sud, produint les primeres cartes estel·lars impreses, que havien estat encarregades per Johannes Stabius. Cap al 1515 Dürer també va publicar la "Stabiussche Weltkarte", el primer dibuix en perspectiva del globus terrestre.
Les impremtes i editorials tenen una llarga història a Nuremberg. Moltes d'aquestes editorials van treballar amb artistes coneguts de l'època per produir llibres que també es podien considerar obres d'art. El 1470 Anton Koberger va obrir la primera impremta d'Europa a Nuremberg. El 1493, va publicar les Cròniques de Nuremberg, també conegudes com a Cròniques mundials (Schedelsche Weltchronik), una història il·lustrada del món des de la creació fins als nostres dies. Va ser escrit en el dialecte local de Franconia per Hartmann Schedel i tenia il·lustracions de Michael Wolgemut, Wilhelm Pleydenwurff i Albrecht Dürer. Altres van aprofundir en el coneixement geogràfic i els viatges fent mapes. Entre aquests cal destacar el navegant i geògraf Martin Behaim, que va fer un dels primers globus terraqüis.
Escultors com Veit Stoss, Adam Kraft i Peter Vischer també estan associats a Nuremberg.
Compost per pròspers artesans, aquí van florir els gremis dels Meistersingers. Richard Wagner en va ser el seu membre més famós, Hans Sachs, l'heroi de la seva òpera Die Meistersinger von Nürnberg. Aquí va néixer el compositor barroc Johann Pachelbel i va ser organista de l'església de Sant Sebald.
L'acadèmia de belles arts situada a Nuremberg és l'acadèmia d'art més antiga d'Europa central i mira enrere a una tradició de 350 anys d'educació artística.
Nuremberg també és famosa pel seu Christkindlesmarkt (mercat de Nadal), que atrau més d'un milió de compradors cada any. El mercat és famós pels seus adorns i delicatessen fets a mà.

### Museus
- Germanisches Nationalmuseum
- Casa d'Albrecht Dürer
- Kunsthalle Nuremberg
- Kunstverein Nuremberg
- Neues Museum Nürnberg (Museu d'Art Modern)
- Museu de la Joguina de Nuremberg
- Museu del Transport de Nuremberg

## Nadius il·lustres

Autoretrat d'Albrecht Dürer

- Conrad Paumann (1410-1473) compositor, organista i intèrpret de llaüt.
- Albrecht Dürer (1471-1528) artista del Renaixement alemany.
- Lukas Oslander (1534-1604) compositor, pastor protestant.
- Johann Pachelbel (1653-1706) compositor i organista.
- Johann Gabriel Doppelmayr (1677-1750) astrònom i matemàtic.
- Berta Schwarz (1858-1947) soprano de coloratura
- Max Erdmannsdörffer (1848-1905) músic compositor
- Johann Christoph Vogel (1756-1788) músic compositor
- Daniel Eberlin (1630-1685) músic
- Carl Rorich (1869-1941) compositor.
- Siegmund Günther (1848-1923) matemàtic, geògraf i historiador de la ciència
- Ludwing Weber (compositor) (1891-1947), pedagog musical i compositor.